# 人蝠
人蝠（英語：Man-Bat；又譯作蝙蝠人、或是男蝠）是一名登場於DC漫畫出版的漫畫書中的虛構超級反派，是蝙蝠俠的主要敵人之一。角色由法蘭克·羅賓斯、尼爾·亞當斯和朱爾斯·史沃茲共同創造，並於1970年6月發行的《偵探漫畫》#400初登場。人蝠作為蝙蝠俠剛出道時的一名敵人，是一個因錯誤科學實驗而不慎變異成一隻人形蝙蝠的科學家。

## 出版歷史
人蝠於1970年6月發行的《偵探漫畫》#400首次登場，人物由法蘭克·羅賓斯、尼爾·亞當斯和朱爾斯·史沃茲合作創立。

## 人物
柯克·朗斯通博士（Dr. Kirk Langstrom）是高譚市裡的一位動物學家，致力於研究蝙蝠，希望能將蝙蝠的聲納部位和人體結合。然而，他的聽力出現問題，逐漸變成聾子，為此他研製出一種血清，希望能夠治療自己。而這種血清雖然成功的治好他的耳聾，但同時也帶來副作用，使他變成一隻喪失心智的人形蝙蝠，在高譚市裏作亂、散播恐懼。血清除掉他的智力，而蝙蝠俠發現他後將其制止，並設法將他變回人形。但之後，柯克開始對血清產生著魔而再次使用血清，這次他不僅自己使用，還哄騙他的妻子法蘭馨·朗斯通一同喝下血清。使得法蘭馨和他一同變成一隻女蝠（She-Bat），和丈夫人蝠一起在城市作亂，而迫使蝙蝠俠再次阻止他們。
有些情況裏，柯克在變身後能夠保留一定的智能，這使得他偶爾會做些好事，而他有一次曾經和傑森·巴德偵探合作。於《動作漫畫》#600中，當超人受到氪石輻射傷害時，吉米·奧爾森將虛弱的超人藏入一個山洞裡，卻不知道那其實是人蝠的據點。當人蝠回到洞穴時，見到神智有些錯亂的超人，兩人爆發一場小戰鬥。幸運的是，超人由於氪石變得虛弱，柯克才能讓超人冷靜下來，接下來他還聯繫鷹俠，後者治好超人。
柯克和法蘭馨育有一對兒女，女兒貝琪（Becky）和兒子亞倫（Aaron）。其中亞倫由於從父母身上遺傳到DNA，天生就有致命的遺傳病。為了拯救兒子的生命，法蘭馨將血清應用到亞倫身上，雖然救活兒子，卻也創造出另一個人蝠。

### 無限危機
於2005-2006的《無限危機》漫畫中，柯克加入小亞歴山大·路瑟的「超級罪犯秘密會社」。在事件完結後的「一年後」，故事透露柯克和法蘭馨都幸免於難而存活下來。但塔莉亞·奧·古趁機抓獲柯克，通過拷打從他口中得知血清配方，應用到刺客聯盟的成員身上，從而培養出一支人蝠軍隊。柯克也曾被自殺小隊抓獲，參與「救贖之旅」。至於他的妻子法蘭馨，則在《蝙蝠俠與局外人》中登場，加入蝙蝠俠的團隊，是隊伍的技術支持。於該期刊連載的第10期中，柯克也登場亮相，看起來十分正常，並幫助法蘭馨工作。
在《最終危機》中，人蝠加入和諧者團隊，攻打位於瑞士的將棋會總部。
最終危機之後，由於蝙蝠俠被認定死亡，柯克開始經常做一個噩夢，夢中他變身人蝠並殺害妻子法蘭馨。後來某天法蘭馨忽然失蹤，焦急的柯克帶上人蝠血清開始尋妻旅程。變身後的柯克和局外人打完一架，之後當他變回人形時，被磷博士抓獲。而最後才發現是磷博士綁架法蘭馨，以研究血清變身的秘密，憤怒的柯克再次變成人蝠才拯救出妻子。
在《极黑之夜》時期，柯克再次化身人蝠，而法蘭馨則活捉他。法蘭馨告訴丈夫，通過她的研究，發現柯克和血清的結合太過緊密，下一次變身人蝠將是永久性的變化。所幸的是，法蘭馨已經研製出血清的解藥可以拯救柯克。但就在柯克就要喝下解藥的瞬間，他體內的人蝠之人格拒絕被毀滅，縱使柯克打翻藥劑並逃出去。之後，法蘭馨被所羅門·格蘭迪和異超人的戰鬥波及而受重傷，狂怒的柯克不惜永久化身成為人蝠，找尋兩人實施復仇。
之後人蝠作為反派出現在蝙蝠女俠的漫畫連載中。而在《碰撞事件》（Collision）中，人蝠以紅羅賓的幫手形象出現，合作攻打忍者大師和其刺客聯盟。

### 新52
在DC漫畫重啟的《新52》中，人蝠的起源故事被完全改寫。人蝠血清首次出現在《偵探漫畫》#18中，罪犯伊格納許斯·奧格威將血清通過飛機傳播病毒的形式，將血清病毒擴散至高譚市將近900個街道。
在《偵探漫畫》#19裏，而蝙蝠女俠護送柯克和法蘭馨前往研製解藥，而柯克表示人蝠血清的本意是治療耳聾，因此他將血清注入自己體內，從而產生抗體。這抗體拯救高譚市，但柯克自己卻因為副作用而變成人蝠。
在《蝙蝠俠企業 (第二輯) #10》（Batman Inc. (vol. 2)）中，柯克將血清交給蝙蝠俠，聲稱自己研究出解藥。但在隨後的《偵探漫畫#21》里，柯克雖然變回人形，卻對血清上癮，每晚都會在無意識的狀態下偷偷使用。
在《永恆邪惡》（Forever Evil）中，人蝠等罪犯被罪惡聯盟招募而加入超級罪犯秘密會社。

### DC重生
在《DC重生》中，人蝠僅有一次客串，作為蝙蝠俠訓練新徒弟杜克·湯瑪斯時的一位挑戰對手。

## 其他媒體

### 電視
- 《新蝙蝠俠》：由彼得·麥克尼可配音。
- 《蝙蝠俠智勇悍將》
- 《小心蝙蝠俠（英语：Beware the Batman）》
- 《哈莉·奎茵》

#### DC動畫宇宙
- 《蝙蝠俠：動畫系列》：由馬克·辛格配音。
- 《蝙蝠俠新冒險》：以朗斯通博士博士的身分與其妻子法蘭馨在「Chemistry」該集的布魯斯·韋恩的婚禮中客串。

### 動畫電影
- 《蝙蝠俠之子》：柯克·朗斯通博士原先為忍者大師工作並試圖創造一隻人蝠軍團。在喪鐘殺死忍者大師後，其綁架柯克的妻子法蘭馨和女兒並強迫其為他工作。之後三人被蝙蝠俠及羅賓達米安·韋恩救出，柯克也研發出人蝠誘變劑的解藥。柯克·朗斯通由山德·貝克利配音。人蝠軍團則由迪·布萊德利·貝克配音。
- 《正義聯盟：神與魔》：為該宇宙的蝙蝠俠，柯克·朗斯通在作實驗治療自己時癌症失敗而變成吸血鬼，由麥可·C·霍爾配音。
- 《蝙蝠俠無限：機械蝙蝠俠大戰變種人》：以朗斯通博士博士的身分登場，由菲爾·拉瑪爾配音。
- 《樂高蝙蝠俠電影》：動畫電影，人蝠作為小丑率領的高譚市反派一員登場。

### 電子遊戲

#### 蝙蝠俠：阿卡漢
- 《蝙蝠俠：阿卡漢騎士》：人蝠作為遊戲支線任務的敵人之一，由洛倫·萊斯特（英语：Loren Lester）配音[3][4]。

於這部遊戲版本裏，柯克·朗斯通是一位悲劇性的人物，研發出蝙蝠血清試圖為人類造福，將其作為治療癌症的靈藥。但於實驗中卻因計算錯誤而使他變異成為人蝠，誤殺一旁的妻子法蘭馨後於當時被稻草人攻佔的高譚市空中飛行。首次被蝙蝠俠注意到後，蝙蝠俠從其身上抽出血液知道其身份，來到內部躺著法蘭馨遺體的實驗室裏後靠電腦資料製造出血清的解藥。蝙蝠俠對人蝠實施了三次注射才使他恢復人形，被蝙蝠俠帶回警察局關在原本關著毒藤女的隔離牢房中，他得知妻子死訊後悲痛欲絕， 而他的血清以及做實驗用的蝙蝠也被警方放在證物室中展示。而當蝙蝠俠於任務結束後，再回到事發現場的實驗室時，原本躺在地上的法蘭馨遺體消失不見，一旁的顯示屏上用血寫著一句“永遠我的摯愛”（Forever My Love）。這表示法蘭馨可能並沒有死去，並已經一同變異成為「女蝠」。另外，於每年10月31日的萬聖節，柯克會再度變成人蝠逃出警察局監禁，並在大樓頂端又驚嚇一次蝙蝠俠。